# 隻手の声
隻手の声（せきしゅのこえ）、隻手音声（せきしゅおんじょう）とは、白隠慧鶴（1686年-1769年）が創案した禅の代表的な公案のひとつ。

## 概要
「狗子仏性」の公案に取り組んだ白隠が、狗子より疑団が得られやすいとして、それに替わる公案として用いたものである。
白隠が修行者たちを前に言った。
「両掌打って音声あり、隻手になんの声やある。隻手の声を拈提せよ」
（「両手を打ち合わせると音がするが、片手にはどんな音があるのか。それを報告しなさい」という意味。「拈提」は、公案の解答を提出することをいう。）